# Хетагуров, Владимир Михайлович
Владимир Михайлович Хетагуров (осет. Хетӕгкаты Михаилы фырт Владимир; 1902—1973) — осетинский хореограф, педагог, заслуженный артист Грузинской ССР, заслуженный деятель искусств Грузинской ССР, один из первых постановщиков и исполнителей осетинских танцев на профессиональной сцене.

## Биография
С 1923 г. учился в Москве в Коммунистическом университете трудящихся Востока, в том же году дебютировал на московской сцене.
Один из основателей Юго-Осетинского театра, с 1931 года — его главный режиссёр и директор. В 1933 году возглавил Грузинскую филармонию. В 1935 году участвовал в гастролях кавказских танцоров в Лондоне, годом позже — во Всегрузинской олимпиаде в Тбилиси. В сентябре 1935 года после лондонского фестиваля национального танца пресса писала: «…и после паузы разразилась буря оваций. Весь зал гремел от восторга. Чопорные, сдержанные англичане забыли об этикете и изо всех сил кричали „браво“. Среди участников грузинской группы с огромным успехом танцевал её руководитель Владимир Хетагуров… На Лондонском фестивале национального танца Владимир Хетагуров был отмечен особой медалью».

## Отзывы о В. Хетагурове
Да, танцует он прекрасно.— И. Сталин (254, с. 95)

До сих пор мне слышится, как 30 лет назад эти стены (стены «Роял Альберт холл» в Ноттингеме) гремели от аплодисментов, когда танцевал Владимир Хетагуров. Мы с Володей были вместе, и он своими темпераментными танцами с ума сводил англичан. Не зря ему английская королева вручила золотую медаль.— И. Сухишвили // Фидиуаег (журн.). — 1977. — № 11. — С. 88.

Две недели тому назад на сцене Большого театра я был ошеломлён фактом: танцевал лезгинку горец Хетагуров. Пляска Хетагурова — не поддающаяся моему перу симфония. Нужно же было после него выступить бабушке русского балета балерине Гельцер. Получилось нечто смешное до жалости: неизящно прыгающая женщина с её пестрым гримом, торчащими юбочками, неестественной улыбкой и, главное, неестественными движениями и заученными, как маршировка прусского унтер-офицера… Было ясно, что все лучшие танцовщики балета спасуют перед этим слетевшим с гор орлёнком, у которого каждая мышца прекрасного тела поёт гимн красоте.— Л. Сосновский // Правда (газ.). — 1923, 10 октября.

Тов. Хетагуров! Вы так танцуете чудно, что можно, пожалуй, целый роман написать.— А. Толстой (254)

Как вихрь кружится в пляске орденоносец Хетагуров.— Музалевский // Правда (газ.). — 1937, февраль.

Наши хореографы многое могут перенять от мастеров народного танца. Из участников 1-й декады грузинского искусства напомню Вам наилучшего танцора В. Хетагурова, который с большим мастерством исполнял свой родной народный осетинский танец.— Г. Кокеладзе // Сабчота Хеловнеба. - 1960. - № 8.

## Награды
- заслуженный артист Грузинской ССР
- Заслуженный деятель искусств Грузинской ССР
- орден «Знак Почёта» (14.01.1937) — за выдающиеся заслуги в деле развития грузинского оперного искусства, грузинской музыки, песен и танцев
- Лауреат многочисленных фестивалей танцев